# 279-я истребительная авиационная дивизия
279-я истреби́тельная авиацио́нная Краснознамённая диви́зия (279-я иад) — соединение Военно-Воздушных сил (ВВС) Вооружённых Сил РККА, принимавшее участие в боевых действиях Великой Отечественной войны.

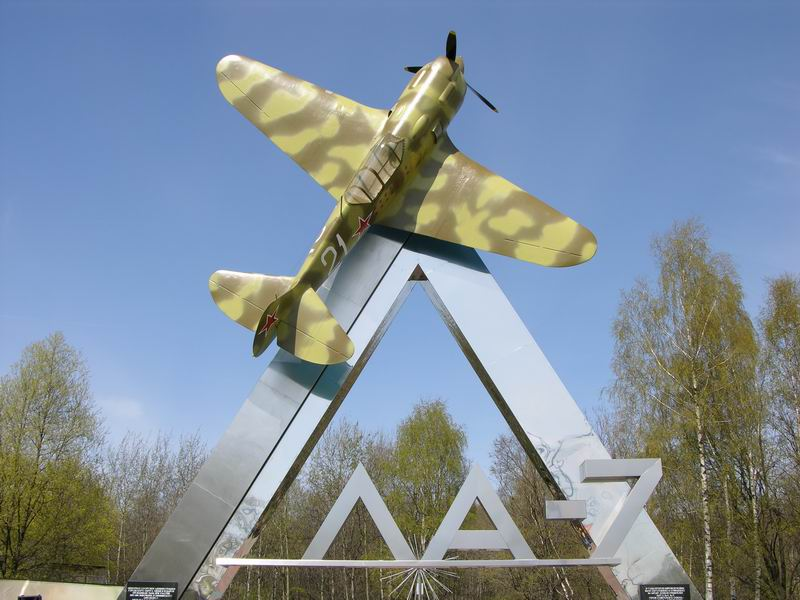
г. Химки, памятник Ла-7

## Наименования дивизии
- ВВС 54-й армии;
- 279-я истребительная авиационная дивизия[1];
- 279-я истребительная авиационная Краснознамённая дивизия[1];
- Войсковая часть (Полевая почта) 49733[1].

## Создание дивизии
279-я истребительная авиационная дивизия сформирована 10 августа 1942 года на основании Приказа НКО СССР на базе Управления Военно-воздушных сил 54-й армии. Дивизия сформирована в составе штаба, 283-го и 845-го истребительных авиационных полков, 119-й отдельной роты связи. Основанием стали Приказ Командующего Волховским фронтом № 00105 от 31.07.1942 г., Приказа Командующего ВВС Волховским фронтом № 00307 от 04.08.1942 г., Приказа командира 279-й истребительной авиационной дивизии № 01 от 10.08.1942 г..
Базирование частей дивизии на момент формирования:
- штаб и 119-я отдельная рота связи - дер. Капустино[3];
- 283-й истребительный авиационный полк - аэр. Гремячево[3];
- 845-й истребительный авиационный полк - аэр. Будогощь[3];
- звено связи управления дивизии - аэр. Гремячево[3].

В первый день своего существования дивизия сразу вступила в боевые действия, выполнив перехват вражеских самолётов в районе Кириши составом 283-го иап (5 самолёто-вылетов) и 845-го иап (4 самолёто-вылета).

## Расформирование дивизии
279-я истребительная авиационная Краснознамённая дивизия расформирована в 1960 году в составе 57-й воздушной армии Прикарпатского военного округа

## В действующей армии
В составе действующей армии:
- с 10 августа 1942 года по 11 марта 1943 года,
- с 8 мая 1943 года по 3 декабря 1943 года,
- с 15 мая 1944 года по 11 мая 1945 года.

## Командир дивизии
| Звание    | Имя                                | Период                  | Примечание |
| --------- | ---------------------------------- | ----------------------- | ---------- |
| Полковник | Дементьев Фёдор Никитич            | 31.07.1942 — 17.12.1943 |            |
| Полковник | Благовещенский Всеволод Гаврилович | 18.12.1943 — 01.07.1949 |            |
| Полковник | Гайдаенко Иван Дмитриевич          | 1954 (?) — 1956         |            |

## В составе объединений
| Дата          | Фронт (округ)                        | Армия                | Корпус                                | Примечания     |
| ------------- | ------------------------------------ | -------------------- | ------------------------------------- | -------------- |
| 10.08.1942 г. | Волховский фронт                     | ВВС фронта           | -                                     | -              |
| 15.08.1942 г. | Волховский фронт                     | 14-я воздушная армия | -                                     | -              |
| 11.03.1943 г. | Резерв Верховного Главнокомандования | -                    | 6-й истребительный авиационный корпус | -              |
| 08.05.1943 г. | Центральный фронт                    | 16-я воздушная армия | 6-й истребительный авиационный корпус | -              |
| 20.10.1943 г. | Белорусский фронт                    | 16-я воздушная армия | 6-й истребительный авиационный корпус | -              |
| 03.12.1943 г. | Орловский военный округ              | ВВС округа           | -                                     | -              |
| 01.03.1944 г. | Резерв Верховного Главнокомандования | Авиация Резерва ВГК  | 6-й истребительный авиационный корпус | -              |
| 15.05.1944 г. | 1-й Белорусский фронт                | 16-я воздушная армия | 6-й истребительный авиационный корпус | -              |
| 12.08.1944 г. | 2-й Украинский фронт                 | 5-я воздушная армия  | -                                     | -              |
| 11.05.1945 г. | 2-й Украинский фронт                 | 5-я воздушная армия  | -                                     | Австрия        |
| 10.06.1945 г. | Одесский военный округ               | 5-я воздушная армия  | -                                     | -              |
| 01.09.1945 г. | Прикарпатский военный округ          | 14-я воздушная армия | -                                     | -              |
| 10.01.1949 г. | Прикарпатский военный округ          | 57-я воздушная армия | -                                     | -              |
| 07.09.1960 г. | Прикарпатский военный округ          | 57-я воздушная армия | -                                     | расформирована |

## Части и отдельные подразделения дивизии
За весь период своего существования боевой состав дивизии претерпевал изменения, в различное время в её состав входили полки:
| Период                        | Части                                 |
| ----------------------------- | ------------------------------------- |
| 25.06.1942 г. — 18.03.1943 г. | 283-й истребительный авиационный полк |
| 19.08.1942 г. — 15.03.1943 г. | 845-й истребительный авиационный полк |
| 01.03.1943 г. — 07.09.1960 г. | 486-й истребительный авиационный полк |
| 30.04.1943 г. — 01.04.1960 г. | 92-й истребительный авиационный полк  |
| 08.05.1943 г. — 01.08.1958 г. | 192-й истребительный авиационный полк |
| 10.11.1945 г. — 20.03.1947 г. | 56-й истребительный авиационный полк  |
| 01.08.1958 г. — 20.03.1960 г. | 179-й истребительный авиационный полк |

## Участие в операциях и битвах

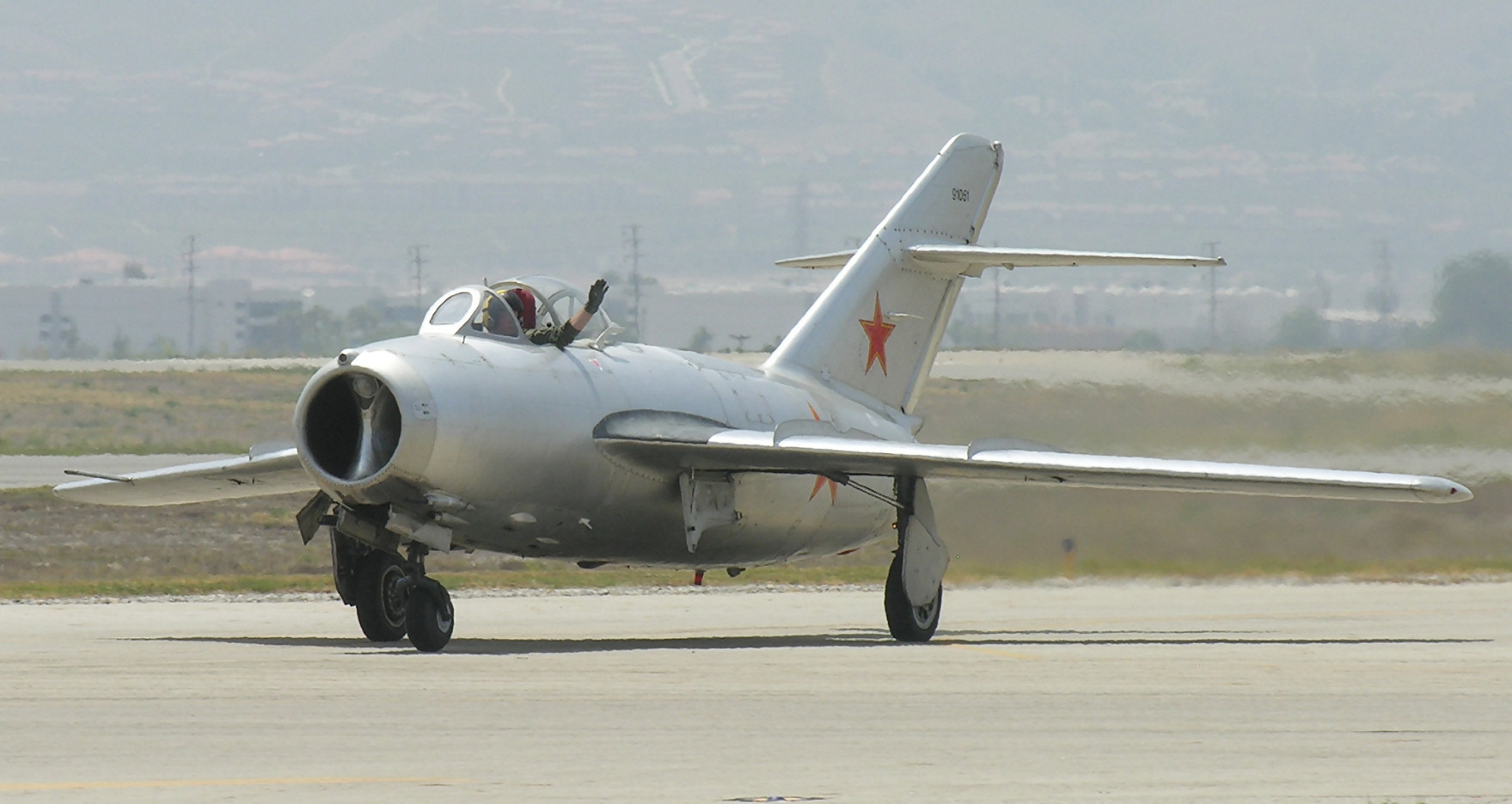
МиГ-15

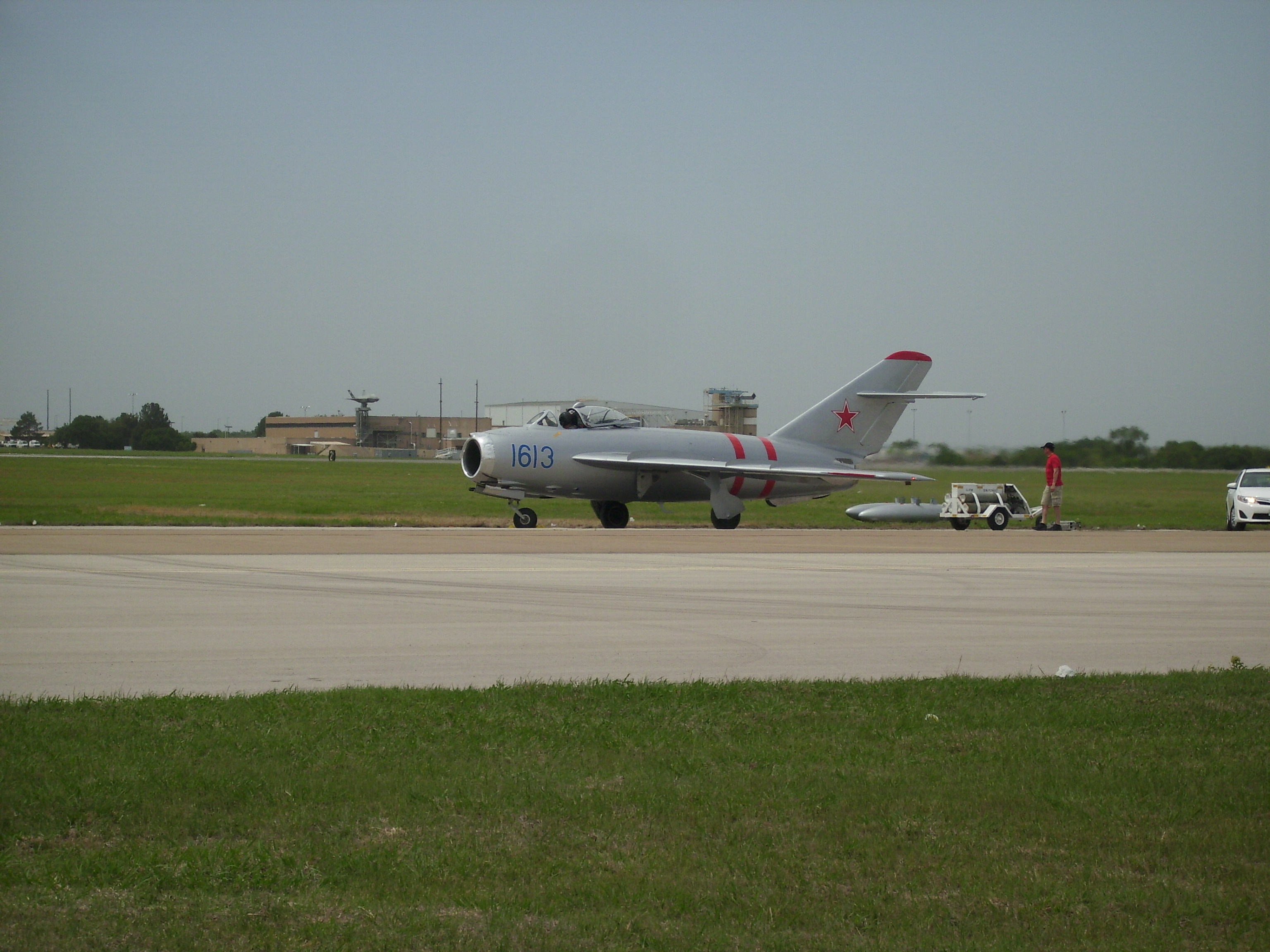
МиГ-17

- Синявинская операция[8] — с 19 августа 1942 года по 1 октября 1942 года.
- Прорыв блокады Ленинграда — с 12 января 1943 года по 30 января 1943 года.
- Курская битва[8] — с 5 июля 1943 года по 12 июля 1943 года.
- Орловская операция[8] — с 12 июля 1943 года по 18 августа 1943 года.
- Черниговско-Припятская операция[8] — с 26 августа 1943 года по 30 сентября 1943 года.
- Белорусская операция «Багратион»[8] — с 23 июня 1944 года по 29 августа 1944 года.
- Бобруйская операция[8] — с 24 июня 1944 года по 29 июня 1944 года.
- Минская операция[8] — с 29 июня 1944 года по 4 июля 1944 года.
- Барановичская операция — с 5 июля 1944 года по 16 июля 1944 года.
- Люблин-Брестская операция — с 18 июля 1944 года по 2 августа 1944 года.
- Ясско-Кишинёвская операция[8] — с 20 августа 1944 года по 29 августа 1944 года.
- Белградская операция — с 28 сентября 1944 года по 20 октября 1944 года.
- Дебреценская операция — с 6 октября 1944 года по 28 октября 1944 года.
- Будапештская операция[8] — с 29 октября 1944 года по 13 февраля 1945 года.
- Западно-Карпатская операция — с 12 января 1945 года по 18 февраля 1945 года.
- Балатонская оборонительная операция — с 6 марта 1945 года по 15 марта 1945 года.
- Венская наступательная операция[8] — с 16 марта 1945 года по 15 апреля 1945 года.
- Братиславско-Брновская наступательная операция — с 25 марта 1945 года по 5 мая 1945 года.
- Пражская операция[8] — с 6 мая 1945 года по 11 мая 1945 года.

## Награды
- 279-я истребительная авиационная дивизия Указом Президиума Верховного Совета СССР награждена орденом «Красного Знамени».
- 92-й истребительный авиационный полк 5 апреля 1945 года за образцовое выполнение боевых заданий командования в боях с немецкими захватчиками при овладении городом Будапешт и проявленные при этом доблесть и мужество Указом Президиума Верховного Совета СССР награждён орденом Красного Знамени.
- 192-й истребительный авиационный полк Указом Президиума Верховного Совета СССР от 4 июня 1945 года за образцовое выполнение боевых заданий командования в боях с немецкими захватчиками при овладении городами Яромержице, Зноймо, Голлабрунн, Штоккерау и проявленные при этом доблесть и мужество награждён орденом Кутузова III степени.
- 486-й истребительный авиационный полк Указом Президиума Верховного Совета СССР от 4 июня 1945 года за образцовое выполнение боевых заданий командования в боях с немецкими захватчиками при овладении городами Яромержице, Зноймо, Голлабрунн, Штоккерау и проявленные при этом доблесть и мужество награждён орденом Суворова III степени.
- 486-й истребительный авиационный полк Указом Президиума Верховного Совета СССР от 4 июня 1945 года за образцовое выполнение боевых заданий командования в боях с немецкими захватчиками при овладении городами Корнейбург, Флоридсдорф и проявленные при этом доблесть и мужество награждён орденом Богдана Хмельницкого II степени.

## Благодарности Верховного Главнокомандования

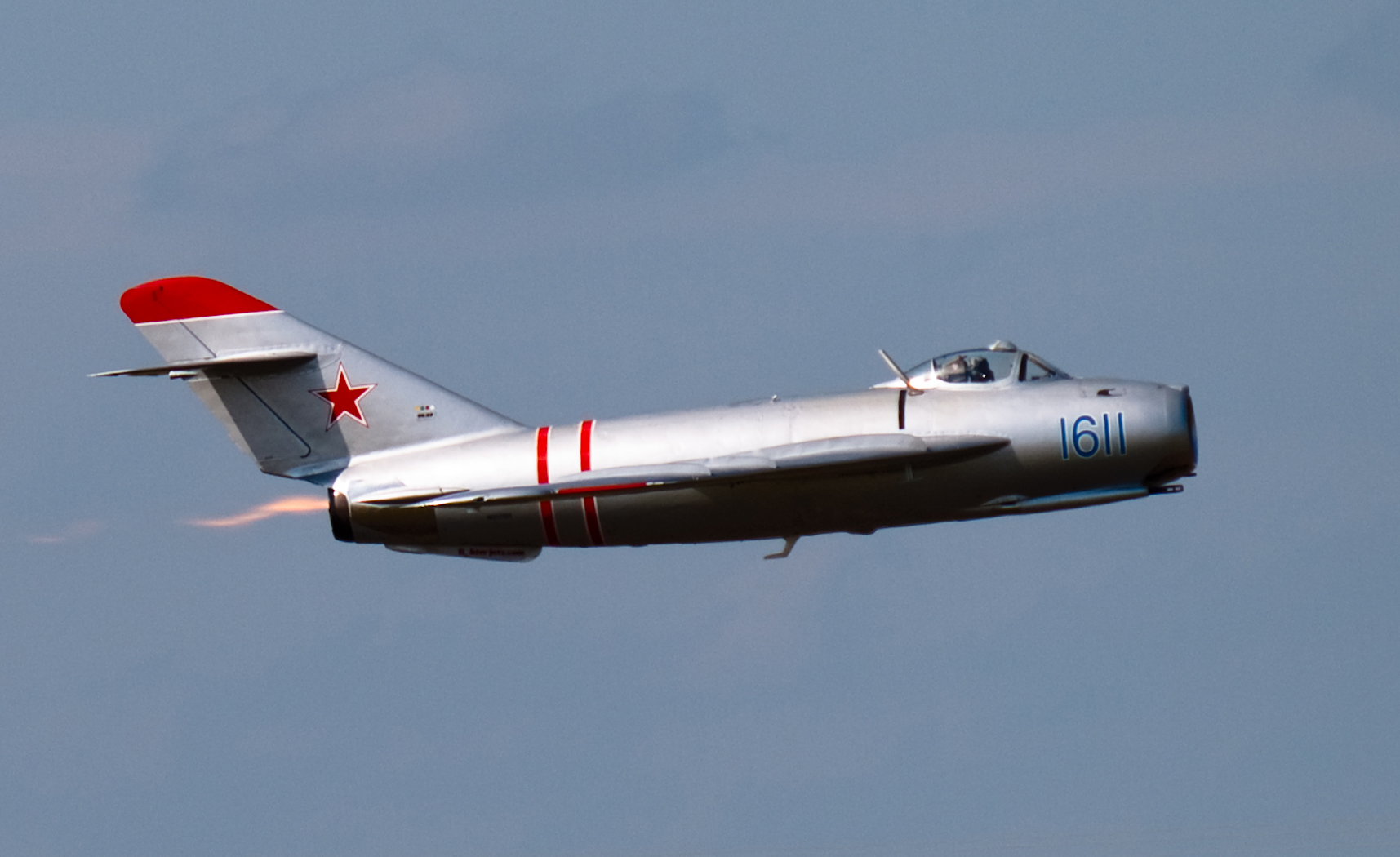
МиГ-17

За проявленные образцы мужества и героизма Верховным Главнокомандующим дивизии объявлены благодарности:
- За овладение городами Клуж и Сегед[10].
- За овладение городами Мадьяровар и Кремница[11]/
- За овладение городами Малацки, Брук, Превидза, Бановце[12].
- За овладение городом Брно[13].
- За овладение городами Яромержице, Зноймо, Голлабрунн и Штоккерау[14].

## Отличившиеся воины дивизии
- Гирич Андрей Иванович, майор, командир эскадрильи 486-го истребительного авиационного полка 279-й истребительной авиационной дивизии 5-й воздушной армии Указом Верховного Совета СССР 23 февраля 1945 года удостоен звания Героя Советского Союза. Золотая Звезда № 2277.
- Гусаров Николай Михайлович, майор, штурман 486-го истребительного авиационного полка 279-й истребительной авиационной дивизии 6-го истребительного авиационного корпуса 16-й воздушной армии Указом Верховного Совета СССР 4 февраля 1944 года удостоен звания Герой Советского Союза. Золотая Звезда № 3235.
- Леонов Иван Антонович, старший лейтенант запаса, лётчик 192-го истребительного авиационного полка 279-й истребительной авиационной дивизии, Указом Президента России от 16 февраля 1995 года № 147 удостоен звания Героя России. Медаль № 117.
- Медведев Дмитрий Александрович, майор, командир 486-го истребительного авиационного полка 279-й истребительной авиационной дивизии 5-й воздушной армии Указом Верховного Совета СССР 15 мая 1946 года удостоен звания Героя Советского Союза. Золотая Звезда № 7522.
- Сидоров Иван Дмитриевич, капитан, командир эскадрильи 92-го истребительного авиационного полка 279-й истребительной авиационной дивизии 6-го истребительного авиационного корпуса 16-й воздушной армии Указом Верховного Совета СССР 2 сентября 1943 года удостоен звания Героя Советского Союза. Посмертно.

## Базирование
| Период                  | Аэродромы                                  |
| ----------------------- | ------------------------------------------ |
| 11.05.1945 — 28.08.1945 | Рангерсдорф, Австрия                       |
| 28.08.1945 — 15.10.1948 | Луцк, Волынская область                    |
| 15.10.1948 — 01.10.1951 | Ивано-Франковск, Ивано-Франковская область |
| 01.10.1951 — 01.04.1960 | Мукачево, Закарпатская область             |